# Pennariidae
Pennariidae zijn een familie van neteldieren uit de klasse van de Hydrozoa (hydroïdpoliepen).

## Geslachten
- Pennaria Goldfuss, 1820

### Synoniemen
- Eucoryne Leidy, 1855 => Pennaria Goldfuss, 1820
- Globiceps Ayres, 1854 => Pennaria Goldfuss, 1820
- Halocordyle Allman, 1872 => Pennaria Goldfuss, 1820